# Eupithecia luneburgensis
Eupithecia luneburgensis är en fjärilsart som beskrevs av Karl Dietze 1913. Eupithecia luneburgensis ingår i släktet Eupithecia och familjen mätare. Inga underarter finns listade i Catalogue of Life.